# Maljan

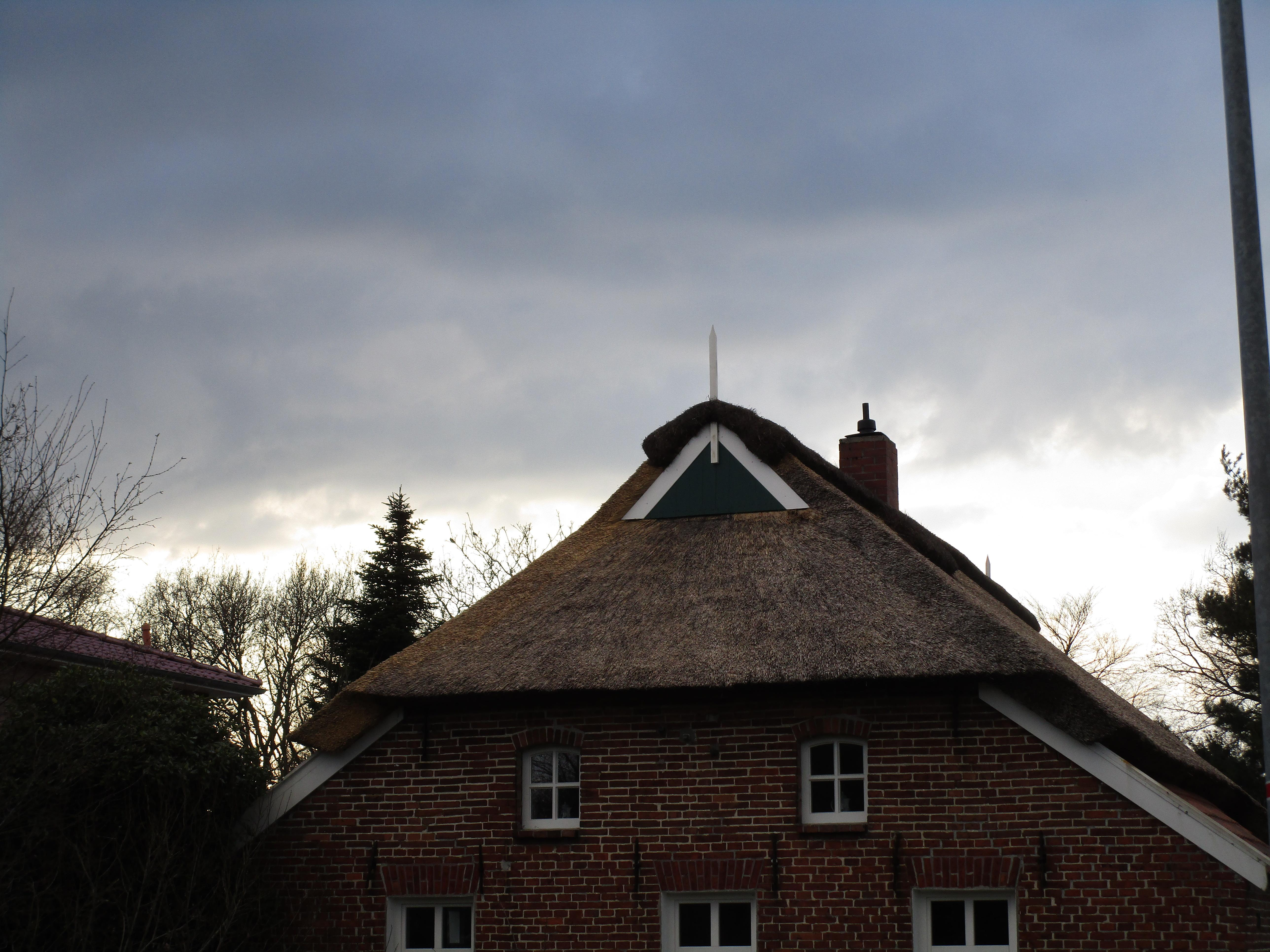
Maljan am Krüppelwalmdach

Maljan ist die Bezeichnung für ein auch heute noch häufig am Giebel ostfriesischer Häuser (häufig als Bekrönung eines Krüppelwalms) angebrachtes Giebelzeichen, Im einfachsten Fall handelt es sich um einen senkrecht aufragenden Stab. Häufiger finden sich kleine Formungen, indem der Stab angespitzt wird, eine kleine Abdeckung erhält oder in eine Folge geometrischer Formen aufgelöst wird.

## Verbreitung
Die Giebelzier Maljan ist bislang ausschließlich bei Häusern auf der Geest nachgewiesen. Meist in Form eines einfachen, senkrecht angebrachten Holzstabes. Auch an Kolonistenhäusern in Moor- und Heidegebieten war oft ein glatter Holzstab am Ortgang des Achterenns vorhanden, teilweise mit eingekerbten Verzierungen. 

## Deutung
Der Name Maljan geht einer Theorie zufolge auf mystische, vorchristliche Vorstellungen zurück. Demnach leitet sich der Name zufolge aus dem ostfriesisch-plattdeutschen Wort „mall“ (gesprochen mit langem a, bedeutet in etwa verrückt, hässlich, schlecht, ungestüm) und dem Namen Jan ab, wäre also zu übersetzen mit „verrückter Jan“. „Jan“ ist in diesem Fall aber zu verstehen als Verballhornung des altgermanischen Götternamens „Wodan“, womit dann auch ein Hinweis auf die ursprüngliche Bedeutung gegeben ist. Es handelt sich dieser Theorie zufolge also ursprünglich um ein Beschwörungszeichen, das das betreffende Gebäude z. B. vor Zerstörung durch Naturgewalten bewahren sollte.
Für Nina Hennig von der Ostfriesischen Landschaft ist diese Deutung als Schutzsymbol oder Wehrzeichen nicht belegbar. Sie hält zudem Versuche, den Begriff aus dem in Ostfriesland verbreiteten Vornamen Jan und dem französischen Wort mal („schlecht, böse“) abzuleiten und ihn als Symbolfigur zur Abwehr von Unheil zu deuten, für nicht überzeugend.